# Antonio Leal
Antonio Junior Leal Piña (Barquisimeto, 25 giugno 1987) è uno schermidore venezuelano.

## Palmarès
In carriera ha conseguito i seguenti risultati:
- Giochi Panamericani:

Guadalajara 2011: bronzo nel fioretto individuale.